# Sinajský kodex

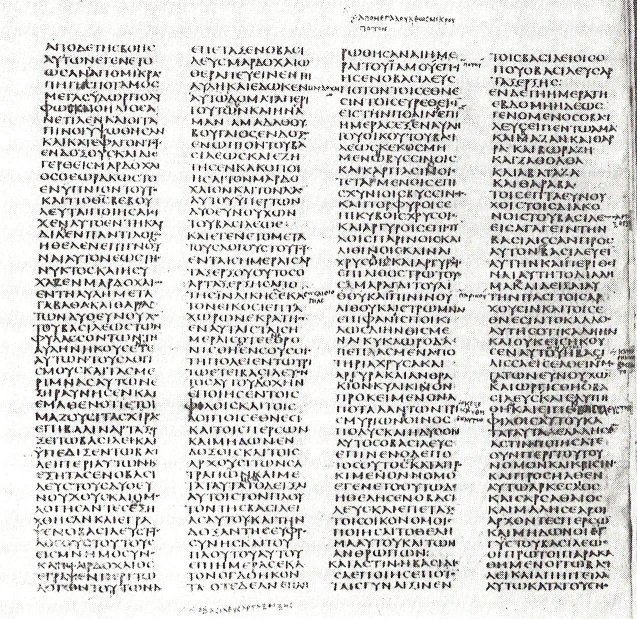
Ukázka textu sinajského kodexu (část knihy Ester)

Sinajský kodex (Codex Sinaiticus; London, Brit. Libr., Add. 43725), označovaný obvykle hebrejským písmenem א, je řecký pergamenový kodex pocházející z poloviny 4. století. Rukopis ležel v řeckém pravoslavném klášteře sv. Kateřiny na úpatí hory Sinaj, založeném v roce 530 císařem Justiniánem ke cti sv. Kateřiny Alexandrijské. Rukopis zde objevil lipský evangelický teolog Konstantin von Tischendorf (1815-1874). Většina rukopisu se dnes nachází v Britské knihovně, další části jsou v Petrohradě, Lipsku a klášteře sv. Kateřiny na Sinaji.
Kodex má celkem 346,5 listů o rozměrech 37 × 34 cm. Každý list má čtyři sloupce s 48 řádky. Obsahuje větší část řeckého textu Starého zákona a až na malé mezery celý Nový zákon. Na konci Nového zákona je připojen ještě List Barnabášův a Hermův Pastýř.
Kodex má význam především pro textovou kritiku Nového zákona.

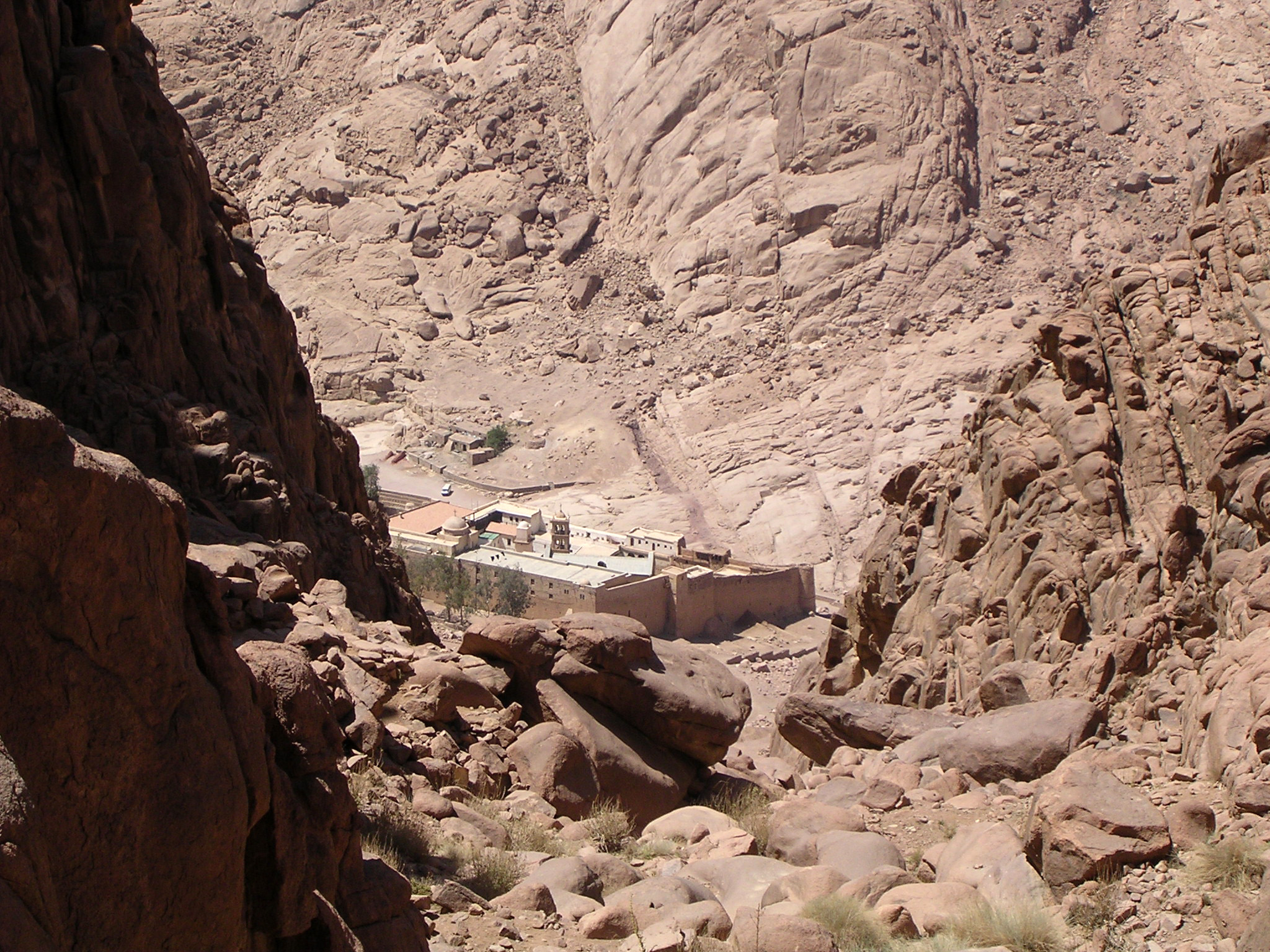
Klášter svaté Kateřiny na úpatí hory Sinaj